# Klaus Gerdau Johannpeter
Klaus Gerdau Johannpeter (1935) é um empresário brasileiro, vice-presidente do Conselho de administração do Grupo Gerdau. Em 2013, foi homenageado pela Fundação Gaúcha de Bancos Sociais. Em 2017, ele e sua família apareceram entre os empresários citados nos Paradise Papers.